# قاعدة إدواردز الجوية
قاعدة إدواردز الجوية (بالإنجليزية: Edwards Air Force Base)‏ (AFB) (إياتا: EDW، إيكاو: KEDW، معرف الموقع إف إيه إيه: EDW)، هي قاعدة جوية للقوات الجوية الأمريكية، تقع على بعد نحو 22 ميلا (35 كم) شمال شرق لانكستر، ولاية كاليفورنيا.
تعد القاعدة مركزًا لاختبارات القوة الجوية الأمريكية، ومدرسة اختبار القوة الجوية التجريبية، ومركز أبحاث الطيران نيل إيه أرمسترونغ التابع لناسا. تعتبر القاعدة مركز قيادة القوات الجوية لإجراء ودعم البحث والتطوير في مجال الطيران، وكذلك اختبار وتقييم أنظمة الطيران من المفهوم إلى القتال. كما تستضيف العديد من أنشطة الاختبار التي أجرتها صناعة الطيران التجارية الأمريكية.

## أعلام
- جوزيف س. ماكونيل
- دونالد غلوفر
- مارك كرو
- ستيف ونايت
- جيم بويد